# 银河护卫队成员列表
银河护卫队（英語：Guardians of the Galaxy）是一支虚构的超级英雄团队，曾在漫威漫画出版的同名漫画书系列中登场。原初团队位于漫威第691号宇宙，首次登场于《漫威超级英雄》第18期（1969年1月出版）；而另一支团队则位于主流漫威宇宙，首次登场于《银河护卫队》第二卷第1期（2008年5月出版）。

## 原初团队
这里列举的是位于第691号地球宇宙的银河护卫队。以粗体列出名字的成员为现今团队成员。
| 成员代号        | 真实姓名          | 加入时间                           | 备注             |
| --------------- | ----------------- | ---------------------------------- | ---------------- |
| 勇度            | 勇度·乌东塔       | 《漫威超级英雄》第18期（1969年）   | 半人马星人       |
| 胜利上校        | 万斯·阿斯特罗     | 《漫威超级英雄》第18期（1969年）   | 来自20世纪的人类 |
| 马丁内克斯      | 马丁内克斯·特纳加 | 《漫威超级英雄》第18期（1969年）   | 冥王星人         |
| 查理-27         | 查理-27           | 《漫威超级英雄》第18期（1969年）   | 木星人           |
| 星辰鹰          | 斯塔卡·奥格德     | 《捍卫者》第29期（1975年）         | 大角星人         |
| 妮基            | 尼科莱特·戈德     | 《惊奇礼物》第4期（1976年）        | 水星人           |
| 阿莱德·奥格德   | 阿莱德·奥格德     | 《银河护卫队 年刊》第1期（1991年） | 大角星人         |
| 复制人（）      | 复制人（）        | 《银河护卫队 第一卷》第14期        | 斯库鲁人         |
| 塔隆（）        | 塔隆（）          | 《银河护卫队 第一卷》第20期        | 异人族           |
| 黄蜂战士        | 丽塔·德玛拉       | 《银河护卫队 第一卷》第34期        | 来自20世纪的人类 |
| 吉娜·德雷克（） | 吉娜·德雷克（）   | 《银河护卫队 第三卷》第14期        | 来自31世纪的人类 |

### 银河守卫
| 成员代号     | 真实姓名            | 加入时间                           | 备注 |
| ------------ | ------------------- | ---------------------------------- | ---- |
| 马丁内克斯   | 马丁内克斯·特纳加   | 《银河护卫队 年刊》第2期（1992年） | 队长 |
| 冬青木       | 西蒙·威廉姆斯       | 《银河护卫队 年刊》第2期（1992年） |      |
| 主机（）     |                     | 《银河护卫队 年刊》第2期（1992年） |      |
| 复制人（）   |                     | 《银河护卫队 年刊》第2期（1992年） |      |
| 焰皇         | 派瑞尔斯·克里尔     | 《银河护卫队 年刊》第2期（1992年） |      |
| 凤凰         | 吉罗德              | 《银河护卫队 年刊》第2期（1992年） |      |
| 复仇之魂（Spirit of Vengeance） | 维莱杜斯·奥托利库斯 | 《银河护卫队 年刊》第2期（1992年） |      |

## 现代团队
本段落列举的是位于主流漫威宇宙中的银河护卫队成员，并依据他们加入的时间进行了分段展示。
- 所有标准粗体的成员均为目前的现存成员；
- 除非另有说明，否则这些成员均位于第616号地球（英语：Earth-616）连续体中。

| 成员代号       | 真实姓名                 | 加入时间                             | 备注 |
| -------------- | ------------------------ | ------------------------------------ | --- |
| 星爵           | 彼得·杰森·奎尔           | 《银河护卫队 第二卷》第1期（2008年） | 队长 |
| 卡魔拉         | 卡魔拉·贞·忽贝莉·本·泰坦 | 《银河护卫队 第二卷》第1期（2008年） | |
| 毁灭者德拉克斯 | 亚瑟·桑普森·道格拉斯     | 《银河护卫队 第二卷》第1期（2008年） | |
| 火箭浣熊       |                          | 《银河护卫队 第二卷》第1期（2008年） | |
| 亚当术士       |                          | 《银河护卫队 第二卷》第1期（2008年） | |
| 菲拉-维尔      | 菲拉-维尔                | 《银河护卫队 第二卷》第1期（2008年） | 在2009年5月出版的《银河护卫队 第二卷》第12期中更名为“烈士（Martyr）”。而平行宇宙的她作为惊奇队长在《银河护卫队 第五卷》第1期加入。 |

## 漫威电影宇宙
- 本段落列举的是位于漫威电影宇宙里的银河护卫队（英语：Teams and organizations of the Marvel Cinematic Universe）成员。
- 以粗体显示的成员表示目前仍是团队成员。

| 角色名           | 演员名            | 加入时间                            | 备注                                                          |
| 创始成员         | 创始成员          | 创始成员                            | 创始成员                                                      |
| ---------------- | ----------------- | ----------------------------------- | ------------------------------------------------------------- |
| 星爵 / 彼得·奎尔 | 克里斯·普瑞特     | 《银河护卫队》（2014年）            | 离开团队并返回地球与他的外祖父一起生活。                      |
| 卡魔拉           | 佐伊·索尔达娜     | 《银河护卫队》（2014年）            | 被灭霸所杀。                                                  |
| 毁灭者德拉克斯   | 巴帝斯塔          | 《银河护卫队》（2014年）            | 离开团队并与星云一起经营虚无知地。                            |
| 格鲁特           | 范·迪塞尔         | 《银河护卫队》（2014年）            | 牺牲自己以拯救其他银河护卫队成员。                            |
| 火箭             | 布莱德利·库珀     | 《银河护卫队》（2014年）            | 后期改名为“火箭浣熊”。                                        |
| 后期加入成员     |                   |                                     |                                                               |
| 格鲁特           | 范·迪塞尔         | 《银河护卫队》（2014年）            | 初代格鲁特的幼苗。                                            |
| 勇度             | 迈克尔·鲁克       | 《银河护卫队2》（2017年）           | 为拯救彼得·奎尔而牺牲。                                       |
| 螳螂女           | 庞·克莱门捷夫     | 《银河护卫队2》（2017年）           | 离开团队并展开自我探索之旅。                                  |
| 星云             | 凯伦·吉兰         | 《复仇者联盟4：终局之战》（2019年） | 协助团队成员击败伊戈。 后离开团队与德拉克斯一同经营虚无知地。 |
| 雷神托尔         | 克里斯·海姆斯沃斯 | 《复仇者联盟4：终局之战》（2019年） | 离开团队去阻止格尔。                                          |
| 克拉格林         | 西恩·昆恩         | 《雷神4：爱与雷霆》（2022年）       |                                                               |
| 太空狗科斯莫     | 玛丽亚·巴卡洛娃   | 《银河护卫队 假日特辑》（2022年）   |                                                               |
| 卡魔拉           | 佐伊·索尔达娜     | 《银河护卫队3》（2023年）           | 从平行宇宙的2014年穿越而来。 后加入掠夺者。                   |
| 咘樂（Blurp）         | 迪·布拉雷·贝克尔  | 《银河护卫队3》（2023年）           |                                                               |
| 亚当术士         | 威尔·保尔特       | 《银河护卫队3》（2023年）           |                                                               |
| 菲拉-维尔        | 凯伊·赞           | 《银河护卫队3》（2023年）           |                                                               |

### 脚注
1. 1 2 3 4 5 6  参见电影《银河护卫队3》情节。
2. ↑  参见电影《复仇者联盟3：无限战争》情节。
3. 1 2  参见电影《银河护卫队》情节。
4. 1 2  参见电影《银河护卫队2》情节。
5. ↑  参见电影《雷神4：爱与雷霆》情节。
6. ↑  参见电影《复仇者联盟4：终局之战》情节。

### 出典
1. ↑  Adam Chitwood. . Collider.com. 2018-02-28  [2023-05-11]. （原始内容存档于2018-03-02）.
2. ↑  根據《星際異攻隊3》導演講評版的56:02中，繁體中文字幕確認該角色的正式翻譯。